# Qaasuitsup
Qaasuitsup (en groenlandès: Quaasuitsup Kommunia, que significa 'lloc de foscor polar') és un extens municipi de Groenlàndia que agrupa els antics municipis de Kangaatsiaq, Aasiaat, Qasigiannguit, Ilulissat, Qeqertarsuaq, Uummannaq, Upernavik i Qaanaaq. Establert l'1 de gener del 2009, té una superfície de 660.000 km² (comparable amb la de França) i 17.498 habitants, segons el cens de l'any 2013.
El centre administratiu del municipi és Ilulissat (en danès: Jakobshavn). Oficialment és el municipi més extens del món, si no es té en compte el municipi xilè antàrtic, ja que aquest territori no està reconegut internacionalment per aplicació del Tractat Antàrtic.

## Geografia
El municipi se situa al nord-est de Groenlàndia. Al sud limita amb el municipi de Qeqqata, i al sud-est amb el de Sermersooq (no obstant això, la frontera és una línia recta que va de nord a sud (meridià 45° Oest), a través del centre de la glacera continental groenlandesa (en groenlandès: Sermersuaq), i per això no hi ha trànsit entre ambdós municipis. A l'est i al nord-est limita amb el Parc Nacional del Nord-est de Groenlàndia.
A l'extrem sud de la línia costanera municipal es troben les aigües de la badia de Disko, una entrada de la més gran badia de Baffin, que s'enfila cap al nord fins a la badia de Melville. La costa del nord-est de la badia de Baffin està esquitxada de les illes de l'arxipèlag d'Upernavik, localitzades completament dins del municipi. Al nord-oest, prop de Qaanaaq i Siorapaluk, els límits municipals s'estenen fins a l'estret de Nares, que separa Groenlàndia de l'illa d'Ellesmere.
Dinamarca reclama l'illa de Hans com a part de Qaasuitsup, mentre que el Canadà considera que és part del territori de Nunavut.

## Localitats i assentaments
- Aappilattoq
- Aasiaat (Egedesminde)
- Akunnaaq
- Attu (Groenlàndia)
- Iginniarfik
- Ikamiut
- Ikerasaarsuk
- Ikerasak
- Ilimanaq (Claushavn)
- Illorsuit
- Ilulissat (Jakobshavn)
- Innaarsuit
- Kangaatsiaq
- Kangerluk
- Kangersuatsiaq
- Kitsissuarsuit
- Kullorsuaq
- Moriusaq
- Naajaat
- Niaqornaarsuk
- Niaqornat
- Nutaarmiut
- Nuugaatsiaq
- Nuussuaq (Kraulshavn)
- Oqaatsut (Rodebay)
- Qaanaaq (Thule)
- Qaarsut
- Qasigiannguit (Christianshåb)
- Qeqertaq
- Qeqertat
- Qeqertarsuaq (Godhavn)
- Saattut
- Saqqaq
- Savissivik
- Siorapaluk
- Tasiusaq
- Ukkusissat
- Upernavik
- Upernavik Kujalleq
- Uummannaq

## Llengua
El dialecte occidental del groenlandès, el kalaallisut, es parla als assentaments de la costa occidental i del nord-oest. Al voltant de Qaanaaq també es parla l'inuktun. La majoria de la població també sap parlar danès.